# Rhyacia isshikii
Rhyacia isshikii är en fjärilsart som beskrevs av Matsumura 1925. Rhyacia isshikii ingår i släktet Rhyacia och familjen nattflyn. Inga underarter finns listade.